# Омметр

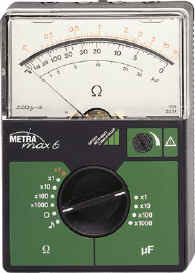
Mark Super VII Quantum E-meter

 Омметр  — вимірювальний прилад безпосереднього відліку для визначення електричних активних (омічних) опорів. Зазвичай вимірювання проводиться по постійному струмі, однак, в деяких електронних омметрах можливе використання змінного струму. Різновиди омметрів: мегаомметри, гігаомметри, тераомметри, мілліомметри, мікроомметри. Відрізняються діапазонами вимірюваних опорів.

## Класифікація та принцип дії

### Класифікація
- За використанням омметри поділяються на щитові, лабораторні та переносні
- За принципом дії омметри бувають магнітоелектричні — з магнітоелектричним вимірником або магнітоелектричним логометра (мегаомметри) і електронні — аналогові або цифрові

### Магнітоелектричні омметри
Дія магнітоелектричного омметра заснована на вимірюванні сили струму, що протікає через вимірюваний опір при постійній напрузі джерела живлення. Для вимірювання опорів від сотень ом до декількох мегаом вимірювач та вимірюваний опір rx включають послідовно. У цьому випадку сила струму I у вимірювачі і відхилення рухомої частини приладу a пропорційні: I = U / (r0 + rx), де U — напруга джерела живлення; r0 — опір вимірювача. При малих значеннях rx (до декількох ом) вимірювач та rx включають паралельно.
- ПРИКЛАДИ: М419, М372, М41070 / 1

## Логометричні мегаомметри

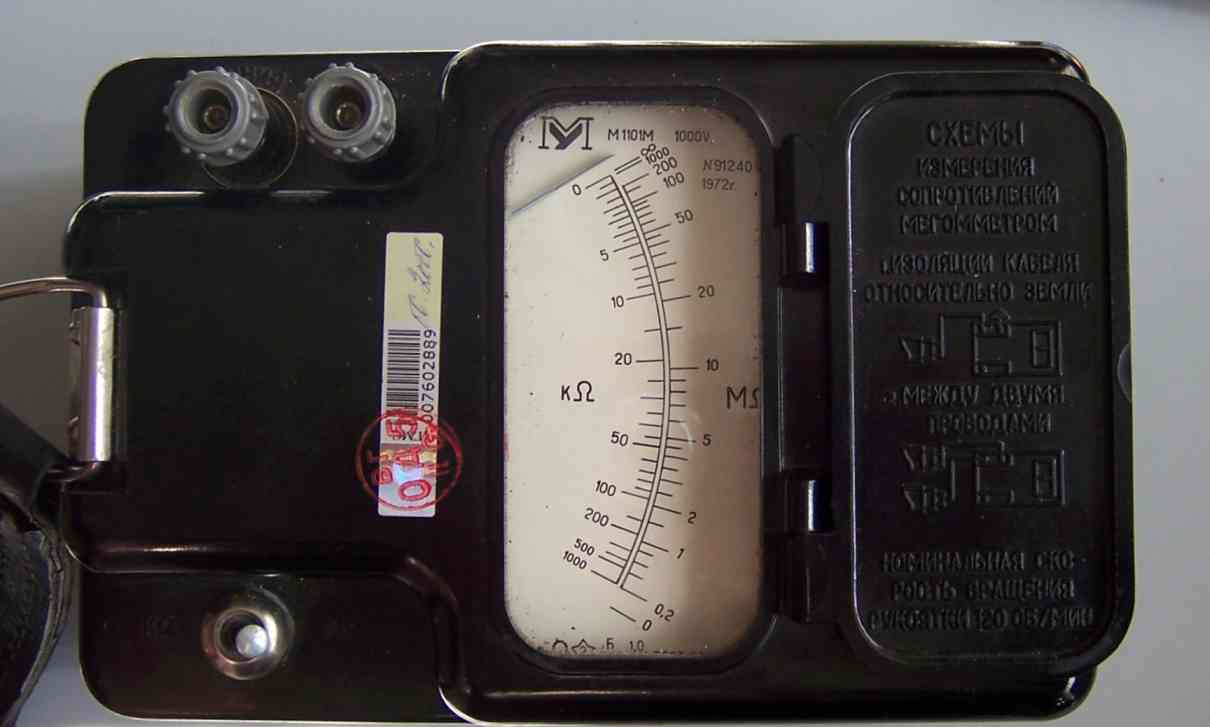
Мегаомметр М1101М

Основою логометричних мегаометрів є логометр, до плечей якого підключаються в різних комбінаціях (залежно від межі вимірювання) зразкові внутрішні резистори і вимірюваний опір, показання логометра залежить від співвідношення цих опорів. Як джерело високої напруги, необхідне для проведення вимірювань, в таких приладах зазвичай використовується механічний індуктор — електрогенератор з ручним приводом, в деяких мегаомметра замість індуктора застосовується напівпровідниковий перетворювач напруги.
- Приклади: ЕС0202, М4100

## Цифрові електронні омметри

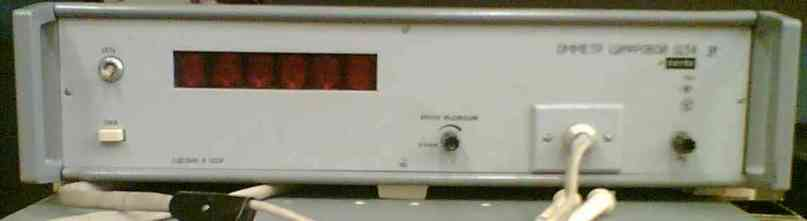
Цифровий омметр Щ34

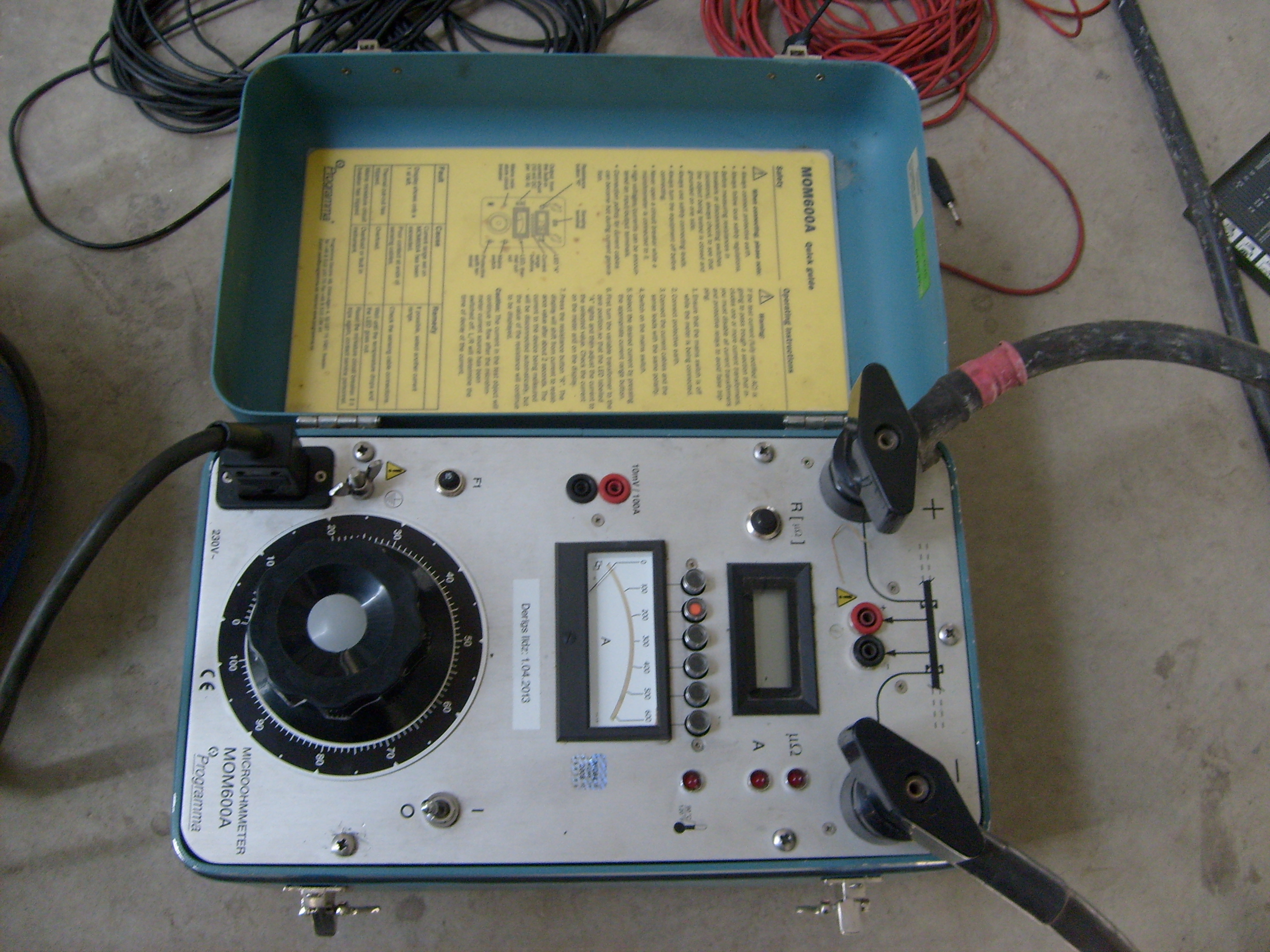
Мікроомметр MOM600A

Цифровий омметр являє собою вимірювальний міст з автоматичним зрівноважуванням. Зрівноважування проводиться цифровим керуючим пристроєм методом підбору прецизійних резисторів в плечах моста, після чого вимірювальна інформація з керуючого пристрою подається на блок індикації.
- ПРИКЛАДИ: ОА3201-1, Е6-23, Щ34

### Вимірювання малих опорів. Чотирипровідне підключення
При вимірі малих опорів може виникати додаткова похибка через вплив перехідного опору в точках підключення. Щоб уникнути цього застосовують т. зв. метод чотирьох підключень. Суть методу полягає в тому, що використовуються дві пари провідників — по одній парі на вимірюваний об'єкт подається струм певної сили, за допомогою іншої пари з об'єкта на прилад подається падіння напруги пропорційне силі струму і опору об'єкта. Провід під'єднуються до виводів вимірюваного двополюсника таким чином, щоб кожен з струмових дротів не стосувався безпосередньо відповідного йому дроти напруги, при цьому виходить, що перехідні опори в місцях контактів не включаються до вимірювального кола.